# Akekee
 Akekee (Loxops caeruleirostris) este o pasăre ce face parte din familia Fringillidae, fiind plasată în genul Loxops. Este o pasăre endemică care se găsește în insula Kauai, în număr mic și la înălțimi mari. Datorită dimensiunilor, a formei și a ciudatului cioc, akekee și 'akepa⁠(en)[traduceți] au fost considerate pentru puțin timp aceleași specii. Acest lucru a fost în cele din urmă modificat, din cauza diferențelor în ceea ce privește culoarea, comportamentul de cuibărit și cântecul său unic.

## Descriere și comportament
Akekee este o pasăre de aproximativ 11 cm, de culoare galben-verzuie  cu o mască neagră în jurul ochilor (mai proeminent la masculi) și un cioc conic, de culoare albăstruie, spre deosebire de 'akepa, care este de obicei roșu, galben-canar sau negru. Akekee își folosește ciocul ca un foarfece pentru a tăia mugurii deschiși în căutare de insecte de mâncat. De asemenea, ele se hrănesc cu nectarul unor copaci. Această pasăre construiește cuiburi, în special, din crengile înalte, în copaci, în timp ce 'akepa folosește cavități de copaci ca situri de cuiburi.

## Habitat
Akekee se află în prezent numai în Parcul de Stat Waimea Canyon⁠(en)[traduceți], Rezervația Alaka'i Wilderness⁠(en)[traduceți] și Parcul de Stat Kōke'e⁠(en)[traduceți]. Se îndreaptă spre dispariție din cauza lipsei de toleranță față de modificarea habitatului său, care se bazează pe păduri bătrâne și umede, în special arborii "ōhi'a lehua (Metrosideros polymorpha⁠(en)[traduceți]).